# Grotea chiloe
Grotea chiloe là một loài tò vò trong họ Ichneumonidae.